# تيرينس ريان
تيرينس ريان (بالإنجليزية: Terence Ryan)‏ هو كاتب سيناريو ومخرج بريطاني، ولد في 2 مارس 1948 في لندن في المملكة المتحدة.

## وصلات خارجية
- تيرينس ريان على موقع IMDb (الإنجليزية)
- تيرينس ريان على موقع ألو سيني (الفرنسية)
- تيرينس ريان على موقع أول موفي (الإنجليزية)
- تيرينس ريان على موقع قاعدة بيانات الفيلم (الإنجليزية)
- تيرينس ريان على موقع كينوبويسك (الروسية)